# Circuit de Mont-Tremblant
El Circuit de Mont-Tremblant és un circuit apte per curses automobilístiques de 4,26 km de longitud, situat prop de Mont Tremblant, Quebec, Canadà.

Circuit del Mont Tremblant.

El circuit va ser construït l'any 1964, disputant-s'hi a partir de l'any 1967 curses de la Champ Car nord-americana.

## A la F1
A la temporada 1968, s'hi va disputar el Gran Premi del Canadà de Fórmula 1.
La temporada 1970 va tornar a formar part del calendari oficial de la F1, encara que aquesta va ser l'última ocasió que la F1 es va disputar a aquest circuit.

## Resum de la F1
| Any  | Data           | Pilot       | Equip          | Resultats |
| ---- | -------------- | ----------- | -------------- | --------- |
| 1970 | 20 de setembre | Jacky Ickx  | Ferrari        | Resultats |
| 1968 | 22 de setembre | Denny Hulme | McLaren - Ford | Resultats |